# 스위트 룸 (영화)
《스위트 룸》(영어: Where the Truth Lies)은 2005년 개봉한 캐나다와 영국의 스릴러 영화이다. 루퍼트 홈스가 2003년에 펴낸 동명 소설이 원작이다.

## 줄거리
1957년 최고의 인기를 구가하는 코미디 듀오 래니 모리스와 빈스 콜린스는 마이애미에서 열린 소아마비 자선 방송에서 공동 사회를 본 후 뉴저지의 한 호텔로 이동한다. 이들의 스위트룸 욕조에서 젊은 여성 모린 오플래어티가 나체로 사망한 채 발견된다. 모린은 대학교 학보에 실을 기사를 쓰려고 이들을 인터뷰했던 마이애미 기자 지망생이었다. 경찰은 공식 사인을 약물 과다 복용으로 결론짓지만 마이애미에서 마지막으로 모습이 목격되었던 모린이 어쩌다가 뉴저지에서 나타나게 되었는지는 끝까지 의문으로 남는다. 사건 직후 성공적이었던 듀오는 해체된다.
15년 후 소아마비 생존자이자 과거 자선 방송에서 듀오를 만났던 기자 캐런 오코너는 빈스의 자서전을 대필하는 일을 맡게 된다. 캐런은 모린의 어머니에게 모린의 죽음에 대한 진실을 밝히겠다고 약속하게 된다. 게다가 래니가 따로 쓰고 있는 책의 원고 일부를 캐런이 익명으로 받으면서 이야기는 더욱 복잡해진다. 우연히 뉴욕행 항공기 안에서 래니와 만나게 된 캐런은 정체를 숨기고 그와 하룻밤을 보낸다. 그러나 이후 캐런이 빈스와 자서전 작업을 시작하고, 래니가 이 작업에 참여하게 되면서 캐런의 정체가 들통난다.
빈스는 캐런에게 모린의 사망 사건에 대해 더 이상 캐묻지 않는 것을 계속 일하는 조건으로 건다. 빈스가 먹인 와인과 약에 취한 캐런은 빈스가 조작한 상황에서 다른 여성과 성관계를 맺게 된다. 두 여성의 낯 뜨거운 사진을 찍은 빈스는 자서전 담당 출판인에게 모린의 사망 사건과 관련해 부적절하거나 이상한 점을 전혀 발견하지 못했다고 말하지 않는다면 사진을 공개해 버리겠다고 캐런을 협박한다.
차차 캐런은 15년 전 밤의 진실에 다가선다. 사실 그날 밤 모린, 래니, 빈스는 약에 취한 채 삼자 성관계를 가졌고, 빈스가 래니에게 성관계를 시도하자 래니가 격렬하게 저항했다. 자괴감에 빠진 빈스는 자신의 방으로 돌아갔고, 모린은 래니에게 이 일을 비밀로 하는 대가로 돈을 요구했다. 다음 날 아침 모린은 사망한 채로 발견되었다. 모린을 죽인 장본인은 래니의 측근인 루번이었지만 래니와 빈스는 각자 상대방이 모린을 살해했다고 생각하면서 루번과 함께 모린의 시신을 바닷가재 상자에 넣어 뉴저지 호텔로 발송했던 것이다. 이후 모린이 몰래 녹음했던 삼자 성관계 테이프를 빌미로 빈스를 협박해 왔던 루번은 캐런에게 이 테이프를 100만 달러에 출판사에게 제공하겠다고 제안한다.
결국 빈스는 자살한다. 캐런은 모린의 어머니를 다시 찾아가 드디어 모린의 죽음을 둘러싼 진실을 찾아냈다고 알린다. 하지만 그녀가 딸 모린의 행실을 알고 심적 고통을 받지 않도록 그녀가 사망한 뒤에 관련 내용을 발표하겠다고 약속한다.

## 출연진
- 케빈 베이컨 - 래리 모리스 역
- 콜린 퍼스 - 빈스 콜린스 역
- 앨리슨 로먼 - 캐런 오코너 역
- 데이비드 헤이먼 - 루번 역
- 레이철 블랜처드 - 모린 오플래어티
- 모리 체이킨 - 샐리 샌마코 역
- 소니아 베넷 - 보니 트라우트 역
- 보 스타 - 잭 스캐글리아 역
- 아르시네 한지안 - 출판사 중역 역
- 개브리엘 로즈 - 출판사 중역 역
- 돈 매켈러 - 출판사 중역 역

## 기타 제작진
- 협력 제작: 마크 머슬먼, 줄리아 로젠버그
- 공동 제작: 크리스 크리서피스, 샌드라 커닝엄
- 배역: 맬리 핀, 존 버컨, 리오 데이비스
- 미술: 필립 바커
- 의상: 베스 패스터낵